# My Colombian Death
My Colombian Death (Mi muerte en Colombia) es un libro de aventuras basado en las experiencias personales del periodista y escritor australiano-estadounidense Matthew Thompson. Fue publicado en Australia y Nueva Zelandia en 2008 por las editoriales Pan Macmillan y Picador.
Usando un estilo de periodismo gonzo, el libro cubre las experiencias vividas por Thompson en Colombia en el año 2006 cuando recorrió el país y atendió carnavales y corralejas y se encontró con pandilleros, narcotraficantes y se entrevistó con Salvatore Mancuso, el jefe supremo de las Autodefensas Unidas de Colombia (AUC), hizo amigos en los círculos de Medellín y hasta consumió la bebida alucinógena llamada yagé.
En Mi muerte en Colombia el autor expresa su frustración y aburrimiento con la vida en Australia, lo cual le hizo abandonar su trabajo como periodista en el diario The Sydney Morning Herald y a separarse temporalmente de su esposa y su recién nacido hijo, para vivir los peligros de Colombia.
A través de su búsqueda constante de riesgo, Thompson encuentra lo que estaba buscando, pero en el caso de la ceremonia chamánica del yagé, la cual simula la muerte, él halla más de lo que puede soportar:
«El villano en Colombia, de quien me debía cuidar, era yo mismo. Yo soy el rey del engaño, y ya es muy tarde, no importa que tanto me esfuerce, para levantarme y vivir en la verdad, no hay remolque, es putamente tarde. Cada célula de mi cuerpo se dirige hacia una rigidez terminal. El pánico me asalta en un terror que se expande sin final».